# تويج (تاج)
التُوَيْج هو تاج صغير يتكون من حلي مثبتة على حلقة معدنية. وبحسب تعريف واحد، يختلف التويج عن التاج بأن التويج لا يحمل أبداً أقواساً، وعن التاج المرصع بأن التويج يطوق الرأس تماماً في حين أن التاج المرصع لا يفعل ذلك. بواسطة تعريف مختلف قليلاً، يتم ارتداء التاج من قبل الإمبراطور أو الإمبراطورة أو الملك أو الملكة في حين أن التويج يرتديه النبيل أو السيدة.
في اللغات الأخرى لا يتم إجراء هذا التمييز عادة ولكن يتم استخدام نفس الكلمة للتاج بغض النظر عن الرتبة (krone في الألمانية، kroon في الهولندية، krona في السويدية، إلخ.)
الاستخدام الرئيسي الآن ليس على الرأس (في الواقع، العديد من الأشخاص الذين يحق لهم الحصول على التويج لم يكن لديهم واحد؛ وينطبق الشيء نفسه على بعض تيجان الملوك، كما هو الحال في بلجيكا) ولكن كرمز رتبة في أعلام شعارات النبالة، كتزين شعار النبالة.

## تصنيف التويج البريطاني

Prince or Princess – son or daughter of a sovereign; also brother or sister of the sovereign
Prince or Princess – children of the Heir Apparent
Prince or Princess – children of other sons of a Sovereign
Children of a daughter of a Sovereign [3]
دوق
Marquess
Earl
فيكونت
Baron or Lord of Parliament in the Scots peerage
English King of Arms – the Lord Lyon's crown is quite different (Herald)
Loyalists military coronet (Canadian)
Loyalists civil coronet (Canadian)

## تصنيف التويج الدنماركي

Not hereditary Prince or Princess
دوق
Marquis
كونت
بارون
تاج النبالة

## تصنيف التويج الإسباني
في جميع أنحاء العالم، استخدمت شعارات النبالة الإسبانية هذه التيجان والتويجات:

أمير أو أميرة
Infante or InfantaVariant for the Spanish territories of the formerCrown of Aragon
Spanish Grandee
دوق
Marquis
كونت
فيكونت
بارون
Señor/Don (Spanish Lord)
Hidalgo (Spanish Nobleman)
Spanish Officer of Arms (Herald and Pursuivant/Persevante)

## تصنيف التويج السويدي

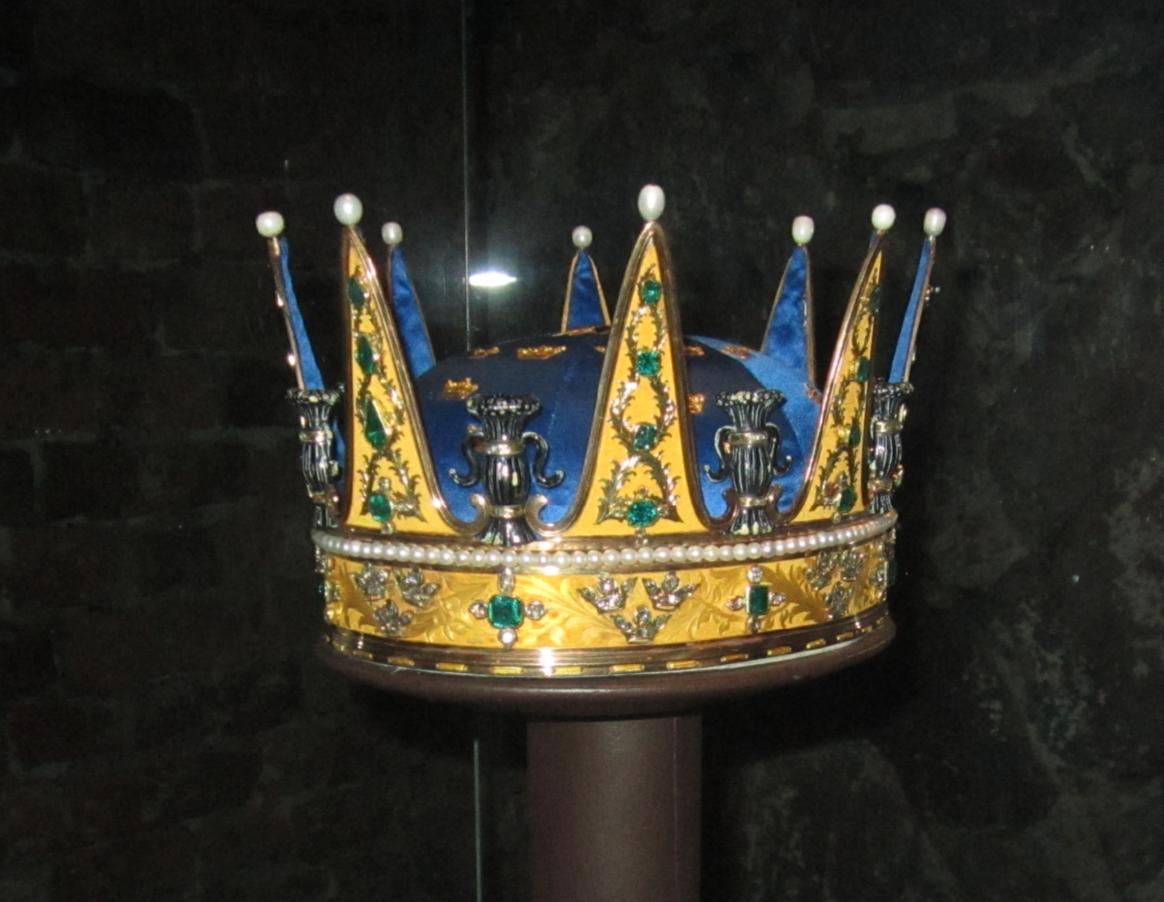
التويج لـ دوق سويدي (دائما أمير سويدي).

Heir Apparent
دوق
كونت
بارون
تاج النبالة